# Valsoanin
Le valsoanin (vâlsoanin en francoprovençal) est un dialecte du francoprovençal ou arpitan parlé dans le nord-ouest du Piémont, en Italie.

## Description
La terminologie valsoanin regroupe en son sein les différents parlers francoprovençaux des vallées arpitanes du Piémont par opposition au dialecte francoprovençal voisin, le valdôtain. 
Certains termes valsoanins sont passés à l'état général dans le francoprovençal avant d'être adopté localement dans les parlers français des régions francoprovençalophones.